# Pieni Toramojärvi
Pieni Toramojärvi eller Pieni Toramajärvi är en sjö i Finland. Den ligger i kommunen Rovaniemi i landskapet Lappland, i den norra delen av landet, 700 km norr om huvudstaden Helsingfors. Pieni Toramojärvi ligger 168,2 meter över havet. Arean är 1,33 kvadratkilometer och strandlinjen är 6,66 kilometer lång. Sjön  ingår i Kemi älvs huvudavrinningsområde. 